# Tanana (rivière)
Pour les articles homonymes, voir Tanana.
La Tanana /ˈtæ.nə.nɑ/ est une rivière de l'Alaska (États-Unis, affluent du Yukon). Le mot Tanana signifie rivière de montagne en athabascan.

## Géographie
Sa source se trouve sur le versant nord des montagnes Wrangell au sud-est de l'Alaska. La rivière coule vers le nord-est puis tourne vers le nord-ouest près de la frontière entre l'Alaska et le Yukon (Canada). Elle coule ensuite au nord de la chaîne d'Alaska, plus ou moins parallèlement à la route de l'Alaska. Puis elle traverse une région du centre de l'Alaska où se trouvent les confluents avec ses principaux affluents : Nenana, Kantishna. Dans cette zone, elle passe au sud de la ville de Fairbanks et traverse Ester. Son confluent avec le Yukon se trouve environ 110 kilomètres en aval du village de Manley Hot Springs, près de la ville de Tanana.

## Principaux affluents

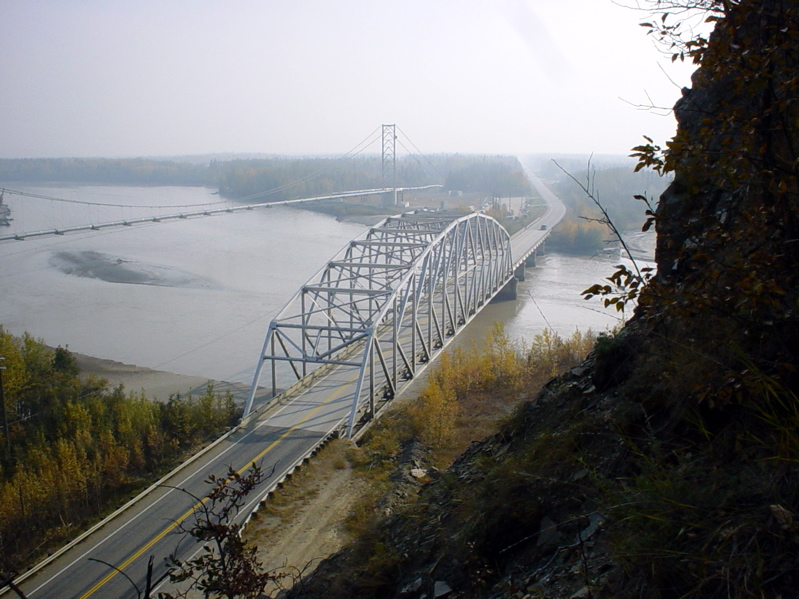
Pont sur la Tanana.

- Chitanana
- Cosna
- Delta
- Goodpaster
- Salcha
- Chena
- Nenana
- Teklanika
- Tetlin
- Nabesna
- Chisana
- Kantishna
- Tolovana
- Chatanika